# Mont Vuarat
Le mont Vuarat est un sommet situé sur la commune d'Attalens, en Suisse.

## Géographie

### Situation

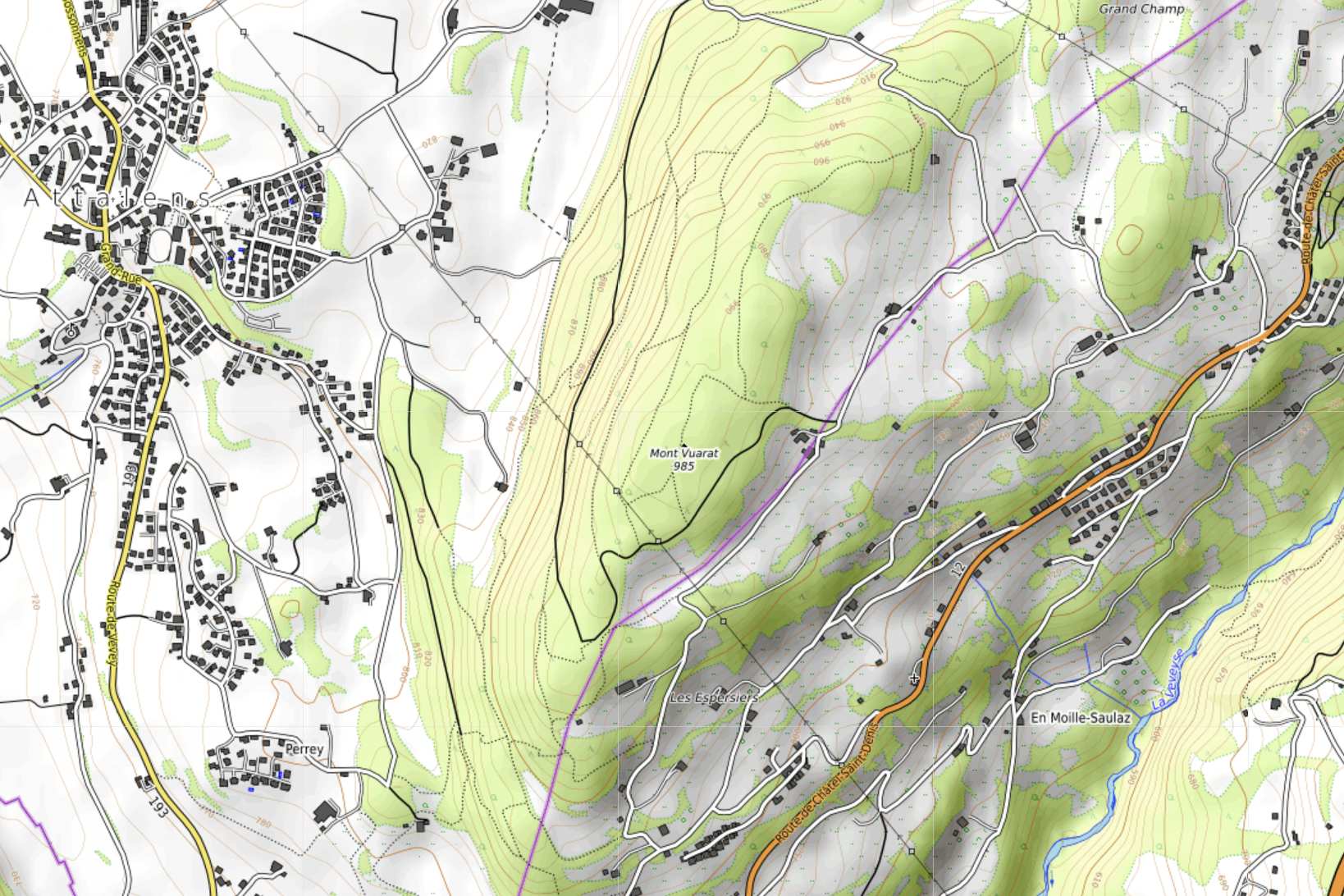
Carte topographique.

Le mont Vuarat est une colline de forme allongée dans un axe sud-ouest/nord-est située au sud du Moyen-Pays fribourgeois à la bordure des Préalpes. D'une altitude de 984 mètres, elle domine le village d'Attalens au nord-ouest ainsi que Châtel-Saint-Denis et Remaufens au nord-est d'environ 200 mètres. Au sud, la pente descend jusqu'au lit de la Veveyse sur environ 400 mètres de dénivelé.
Le versant nord-ouest, relativement raide, ainsi que le sommet sont recouverts d'une forêt principalement composée de hêtre, de sapin et d'épicéa. Le versant sud, territoire vaudois depuis environ 900 mètres d'altitude, est moins pentu et davantage propice à l'agriculture et à l'élevage. Les Monts-de-Corsier occupent une grande partie de ce versant.

### Géologie
Le mont Vuarat, comme le mont Pèlerin, est une formation de poudingue rougeâtre.